# Sildefisk
Sildefisk (Clupeiformes) udgør en orden af strålefinnede fisk, som inkluderer sildefamilien (Clupeidae). Der er flere vigtige spisefisk i ordenen, heriblandt sild og ansjos.
Clupeiformes er fysostome, som betyder at de har en svømmeblære med en pneumatisk forbindelse til tarmkanalen. De mangler typisk en sidelinje, men de har stadig øjne, finner og fiskeskæl. Generelt er sildefiskene sølvfarvede med strømlinede og spindelformede kroppe. det er ofte stimefisk. De fleste arter lever af plankton, som de filtrerer fra vand med deres barde-plader.

## Familier
Ordenen sildefisk (Clupeiformes) inkluderer omkring 405 arter i syv familier:
- Chirocentridae (ulvesild)
- Clupeidae (sildefamilien)
- Denticipitidae
- Dussumieriidae (runde sild)
- Engraulidae (ansjosfamilien)
- Pristigasteridae
- Sundasalangidae